# Oversigt over det kongelige danske videnskabernes selskabs forhandlinger og dets medlemmers arbeider
Oversigt over det kongelige danske videnskabernes selskabs forhandlinger og dets medlemmers arbeider, (abreujat Oversigt Danske Vid. Selsk. Förh.), va ser una sèrie de revistes que es van editar entre els anys 1814 i 1931.